# Sint-Servatiuskerk (Megen)
De Sint-Servatiuskerk is een rooms-katholieke kerk in de Nederlandse plaats Megen. De kerk is gewijd aan de heilige Servaas van Maastricht.
Na besluit van paus Innocentius III valt Megen onder de Sint-Servaasbasiliek in Maastricht. Zij benoemden om de beurt met de graaf van Megen de pastoor voor Megen. Door het besluit van de paus is Servaas van Maastricht ook de beschermheilige van de kerk in Megen, die in 1581 wordt verwoest door gevechtshandelingen in de Tachtigjarige oorlog. Van dan tot 1872 wordt de Sint-Antoniuskapel als kerk gebruikt, maar in 1872 wordt de huidige kerk gebouwd en in gebruik genomen. Drie jaar later volgt de inwijding.
De kerk van 1872 is ontworpen door H.C. Dobbe. Hij ontwierp een driebeukige, neogotische basiliek. De kerk bevat geen dwarsschip. De toren heeft in de voorgevel een roosvenster, een uurwerk van klokkengieterij Eijsbouts en wordt geflankeerd door een traptoren. De spits is een ingesnoerde naaldspits. De lagere zijbeuken van het schip worden ondersteund door steunberen. In de zijgevels zijn spitsboogvensters verwerkt met gebrandschilderd glas. In de kerk zijn diverse neogotische elementen aanwezig, waaronder diverse beelden, altaren en orgelkast. Een gesneden corpus van een kruisbeeld is in barokstijl aanwezig en daarnaast een 15e-eeuwse doopvont. Het orgel is afkomstig van de firma Gradussen.
De kerk is in 1976 aangewezen als rijksmonument.

## Galerij

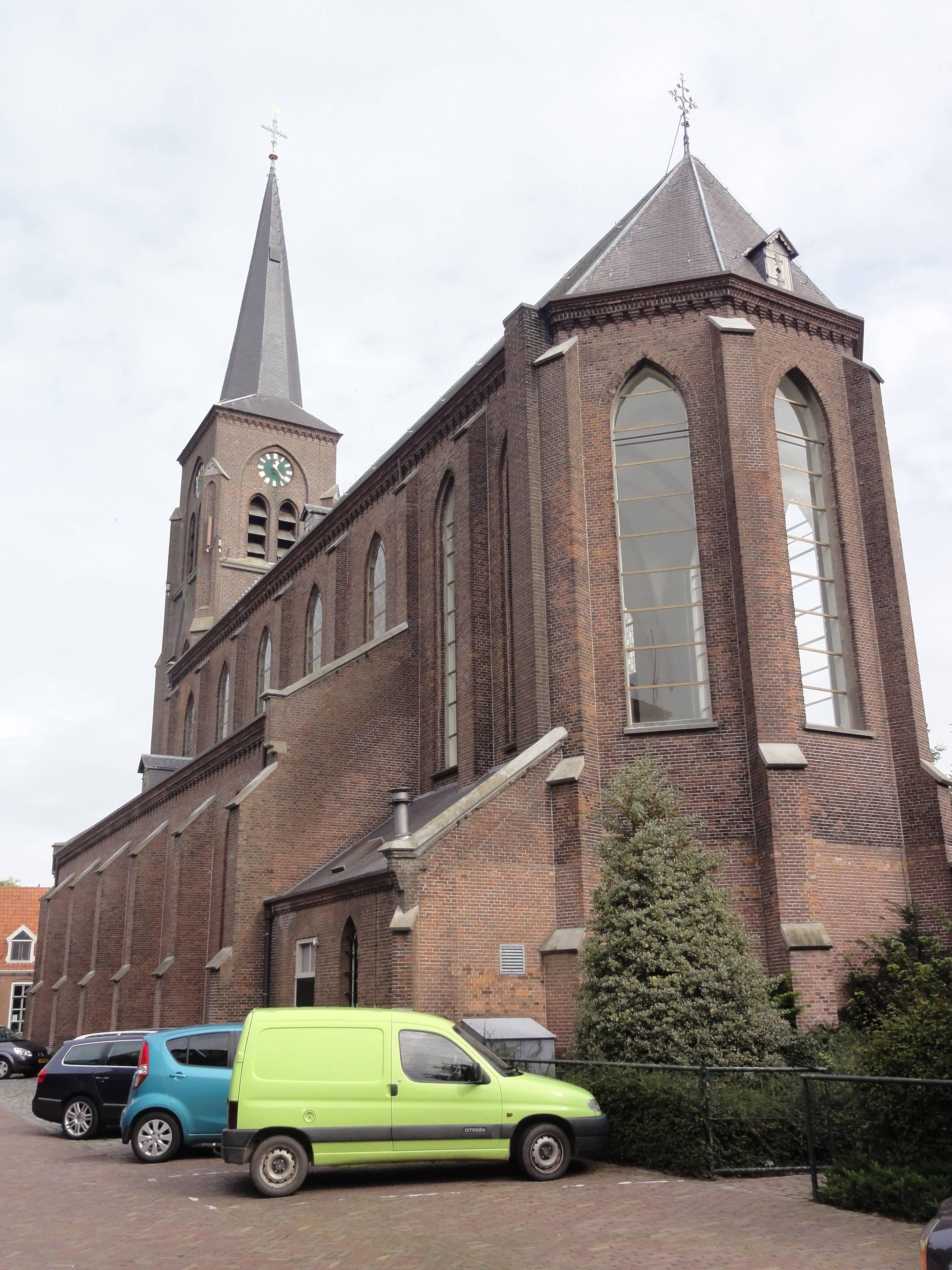
Achterzijde
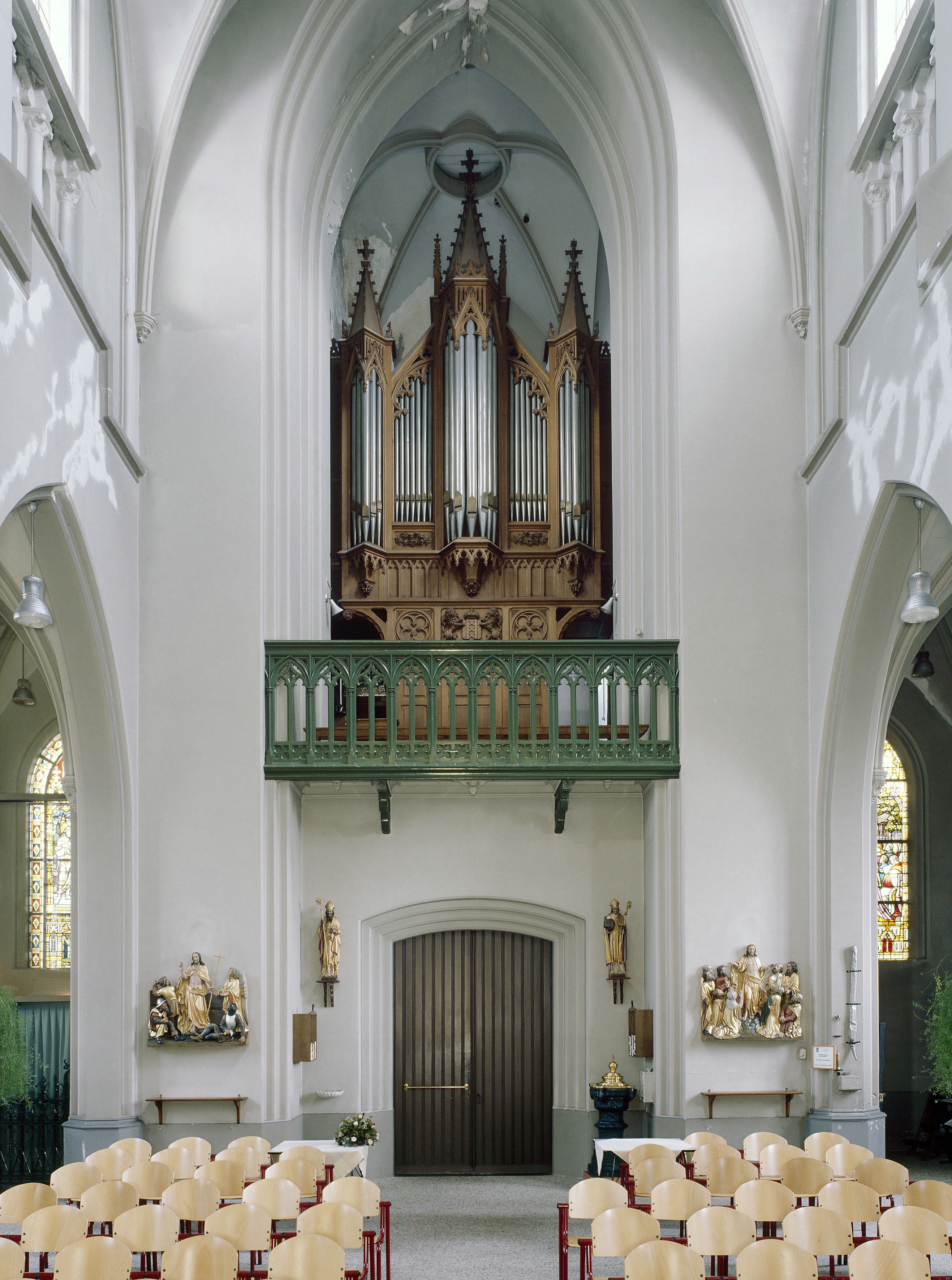
Gradussen-orgel
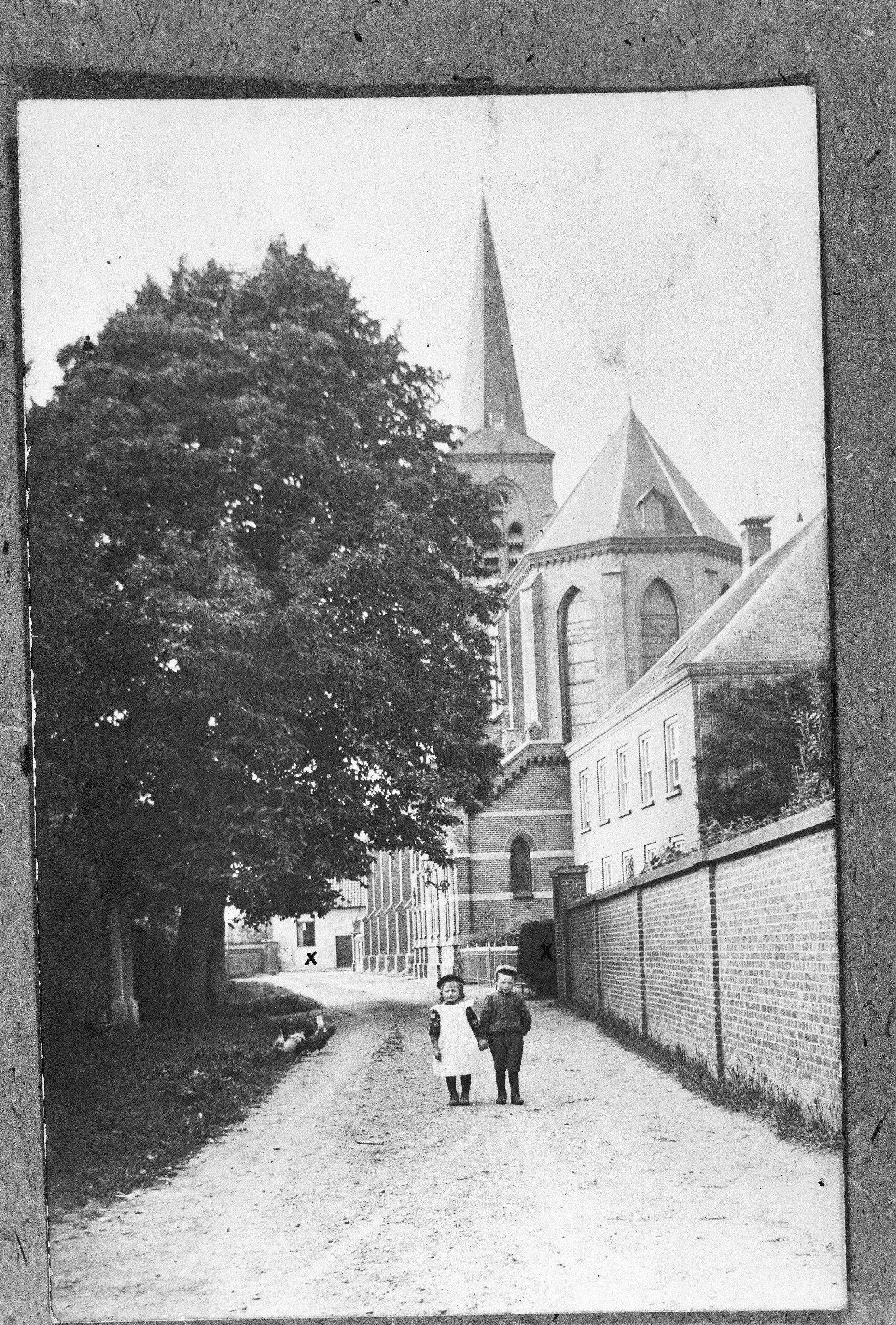
Historische foto met de kerk